# Olympische Sommerspiele 2020/Leichtathletik – Speerwurf (Frauen)
Der Speerwurfwettkampf der Frauen bei den Olympischen Spielen 2020 in Tokio fand am 3. und 6. August 2021 im neuerbauten Nationalstadion statt.
Olympiasiegerin wurde die Chinesin Liu Shiying. Silber ging an die Polin Maria Andrejczyk, Bronze gewann die Australierin Kelsey-Lee Barber.

## Aktuelle Titelträgerinnen
| Olympiasiegerin                         | Sara Kolak ( Kroatien)             | 66,18 m | Rio de Janeiro 2016 |
| Weltmeisterin                           | Kelsey-Lee Barber ( Australien)    | 66,56 m | Doha 2019           |
| Europameisterin                         | Christin Hussong ( Deutschland)    | 67,90 m | Berlin 2018         |
| Nord-/Zentralamerika-/Karibik-Meisterin | Ariana Ince ( USA)                 | 59,59 m | Toronto 2018        |
| Südamerika-Meisterin                    | Laila Ferrer de Silva ( Brasilien) | 57,79 m | Lima 2019           |
| Asienmeisterin                          | Lü Huihui ( China)                 | 65,83 m | Doha 2019           |
| Afrikameisterin                         | Kelechi Nwanaga ( Nigeria)         | 56,96 m | Asaba 2018          |
| Ozeanienmeisterin                       | Kelsey-Lee Barber ( Australien)    | 65,61 m | Townsville 2019     |

## Bestehende Rekorde
| Weltrekord         | Barbora Špotáková ( Tschechien) | 72,28 m | Stuttgart, Deutschland        | 13. September 2008 |
| Olympischer Rekord | Osleidys Menéndez ( Kuba)       | 71,53 m | Finale OS Athen, Griechenland | 27. August 2004    |

Der bestehende olympische Rekord wurde bei diesen Spielen nicht erreicht. Der weiteste Wurf gelang der chinesischen Olympiasiegerin Liu Shiying mit 66,34 m in ihrem ersten Versuch des Finals am 6. August. Damit verfehlte sie diesen Rekord um 5,17 m. Zum Weltrekord fehlten ihr 5,94 m.

## Legende
Kurze Übersicht zur Bedeutung der Symbolik – so üblicherweise auch in sonstigen Veröffentlichungen verwendet:
| – | verzichtet                            |
| x | ungültig                              |
| r | Wettkampf nicht fortgesetzt (retired) |

## Qualifikation
Die Qualifikation wurde in zwei Gruppen durchgeführt. Zwei Athletinnen (hellblau unterlegt) übertrafen die direkte Finalqualifikationsweite von 63,00 m. Damit war die Mindestanzahl von zwölf Finalteilnehmerinnen nicht erreicht und das Finalfeld wurde mit den zehn nächstbesten Starterinnen beider Gruppen (hellgrün unterlegt) auf zwölf Wettbewerberinnen aufgefüllt. So mussten schließlich 60,94 m für die Finalteilnahme erbracht werden.

### Gruppe A

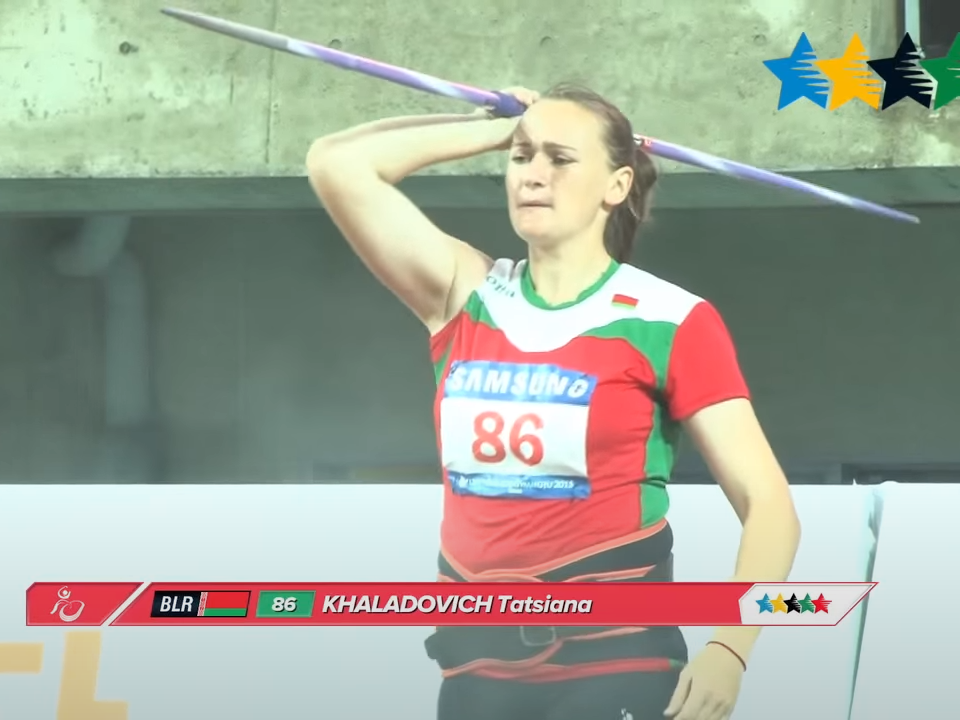
Tazzjana Chaladowitsch – ausgeschieden mit 60,78 m

3. August 2021, 9:20 Uhr (2:20 Uhr MESZ)
| Platz | Name                   | Nation              | 1. Versuch | 2. Versuch | 3. Versuch | Weite (m) | Anmerkung |
| ----- | ---------------------- | ------------------- | ---------- | ---------- | ---------- | --------- | --------- |
| 1     | Maria Andrejczyk       | Polen               | 65,24      | –          | –          | 65,24     |           |
| 2     | Mackenzie Little       | Australien          | 62,37      | 58,94      | 53,57      | 62,37     | PB        |
| 3     | Lü Huihui              | Volksrepublik China | 59,22      | 57,20      | 61,99      | 61,99     |           |
| 4     | Madara Palameika       | Lettland            | 60,30      | 59,85      | 60,94      | 60,94     | SB        |
| 5     | Tazzjana Chaladowitsch | Belarus             | 60,78      | x          | 58,93      | 60,78     |           |
| 6     | Jucilene de Lima       | Brasilien           | x          | 60,14      | 58,79      | 60,14     |           |
| 7     | Nikola Ogrodníková     | Tschechien          | x          | 60,03      | 57,41      | 60,03     |           |
| 8     | Kara Winger            | USA                 | 57,95      | 59,71      | 58,51      | 59,71     |           |
| 9     | Marija Vučenović       | Serbien             | 54,61      | 57,73      | 58,93      | 58,93     |           |
| 10    | Anete Kociņa           | Lettland            | x          | 58,84      | 57,68      | 58,84     |           |
| 11    | Elizabeth Gleadle      | Kanada              | x          | 55,70      | 58,19      | 58,19     |           |
| 12    | Réka Szilágyi          | Ungarn              | 57,39      | 57,22      | 55,82      | 57,39     |           |
| 13    | María Lucelly Murillo  | Kolumbien           | 49,48      | 54,98      | x          | 54,98     |           |
| 14    | Annu Rani              | Indien              | 50,35      | 53,19      | 54,04      | 54,04     |           |
| NM    | Sara Kolak             | Kroatien            | x          | x          | x          | ogV       |           |

Weitere in Qualifikationsgruppe A ausgeschiedene Speerwerferinnen:

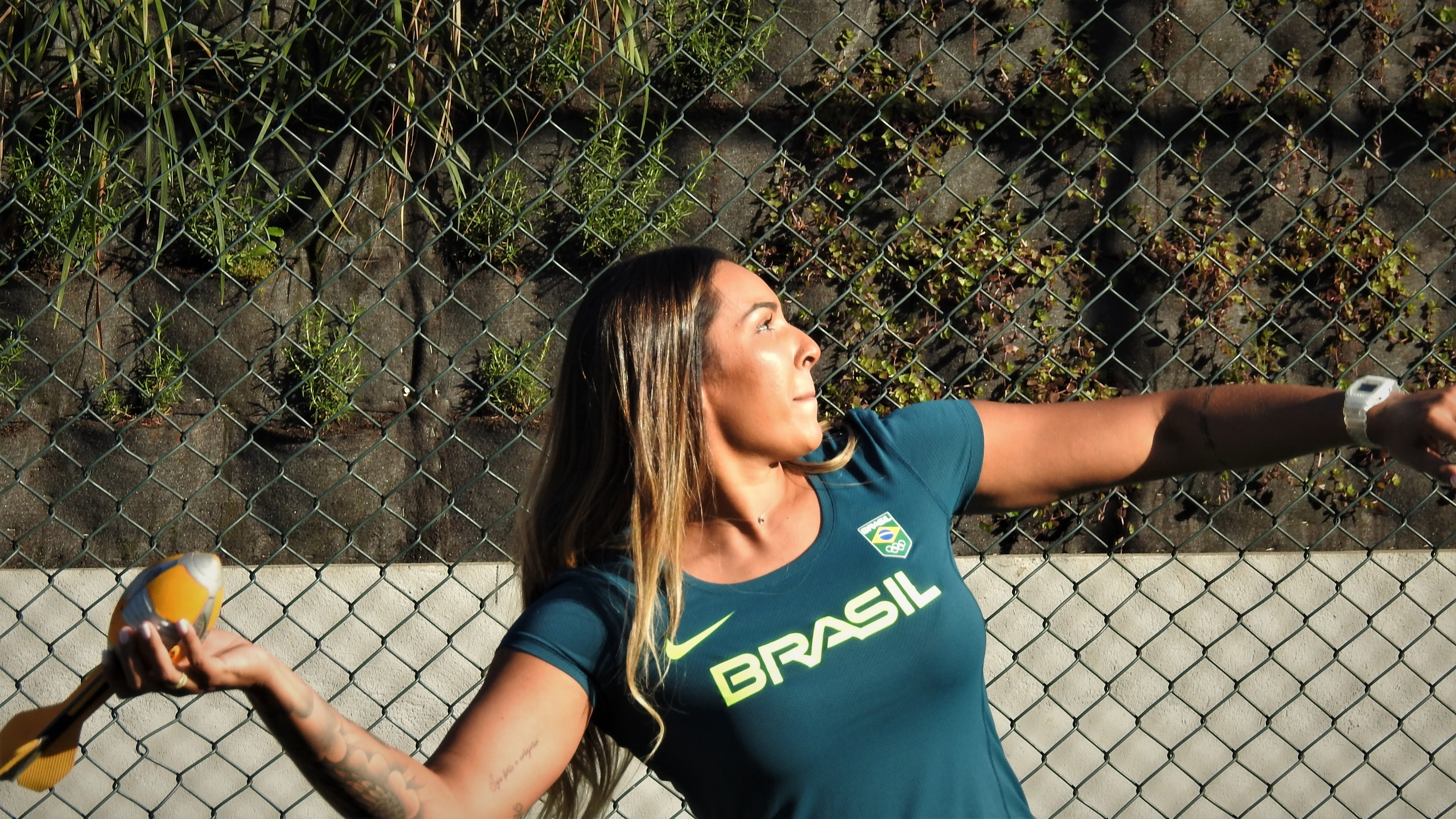
Jucilene de Lima – 60,14 m
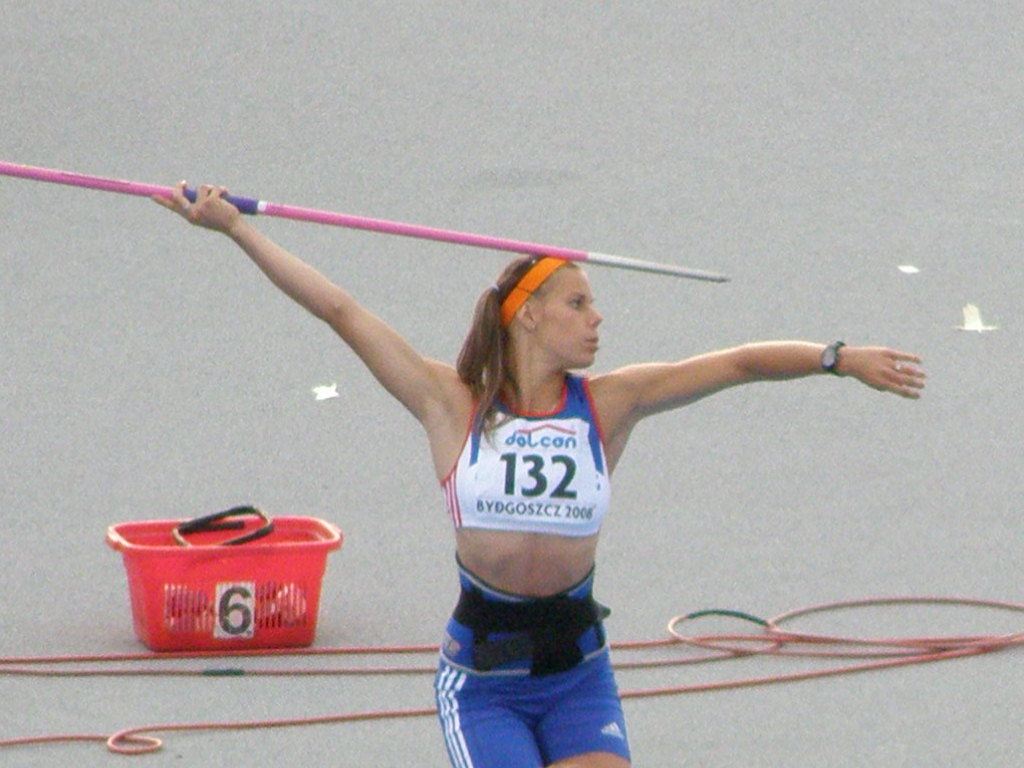
Nikola Ogrodníková – 60,03 m
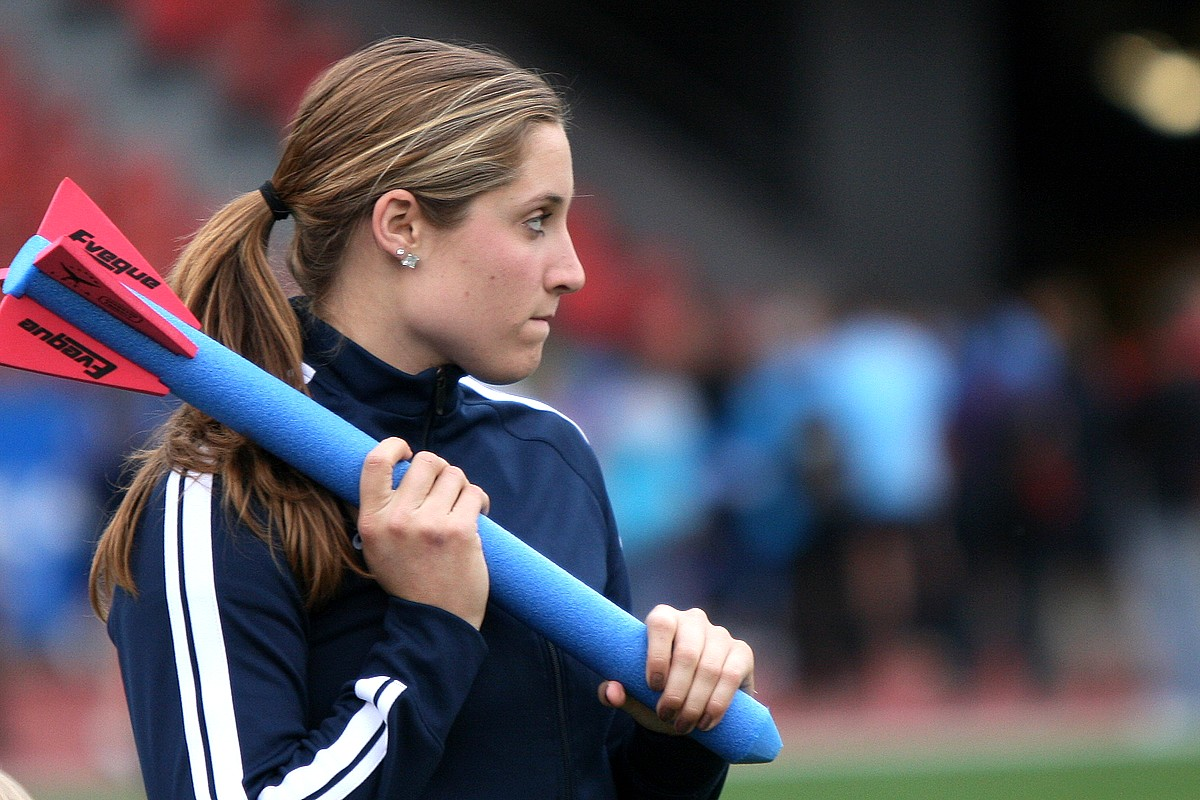
Kara Winger, frühere Kara Patterson – 59,71 m
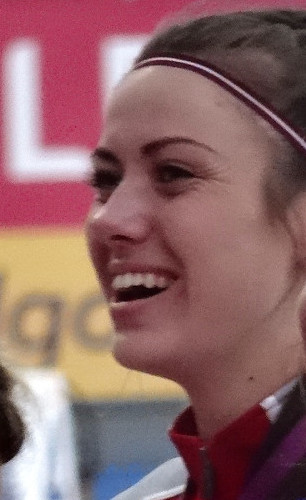
Anete Kociņa – 58,84 m

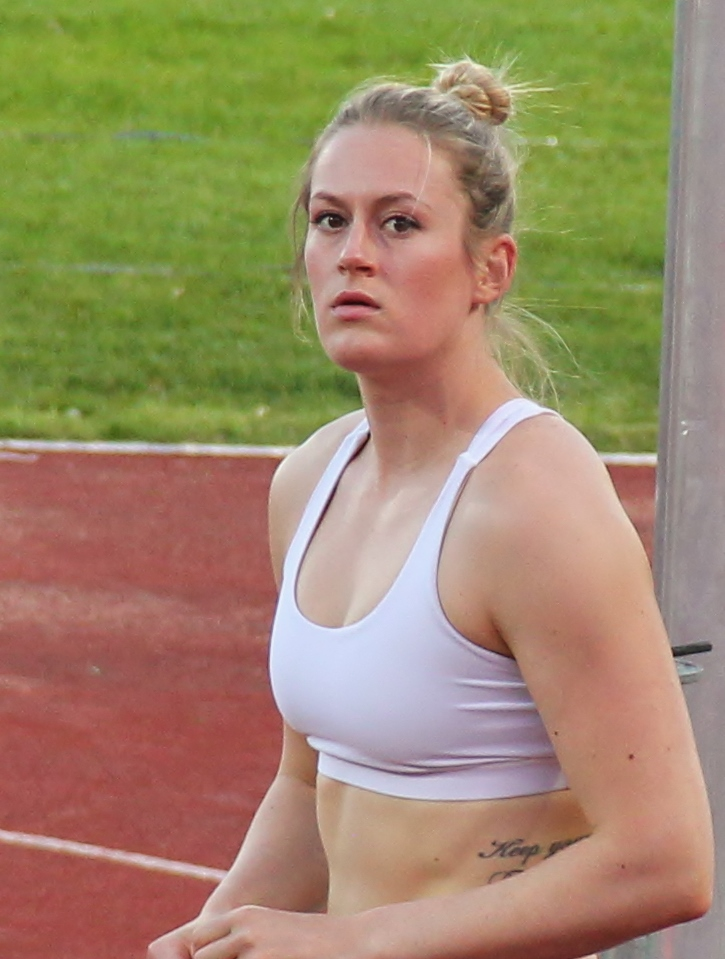
Elizabeth Gleadle – 58,19 m
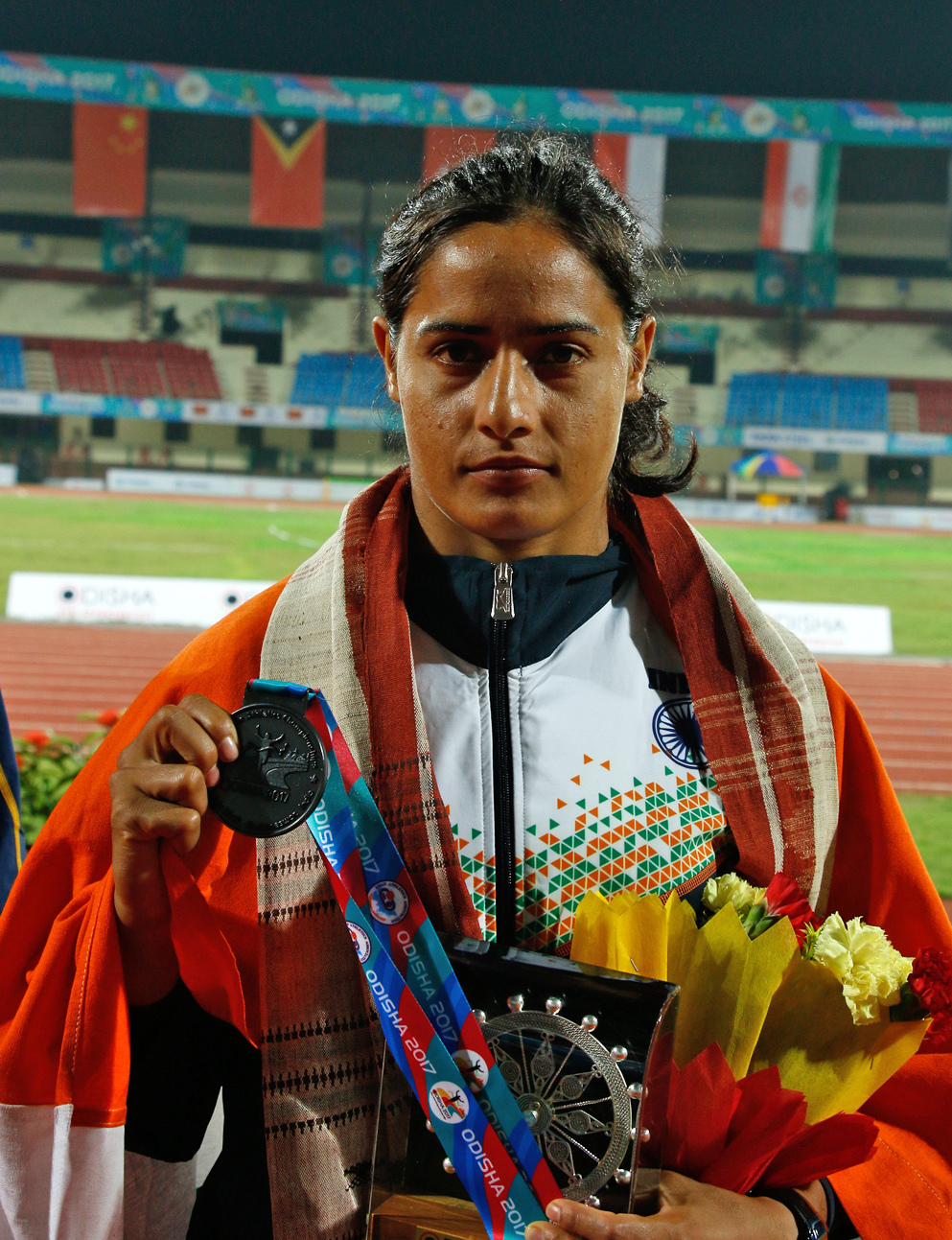
Annu Rani – 54,05 m
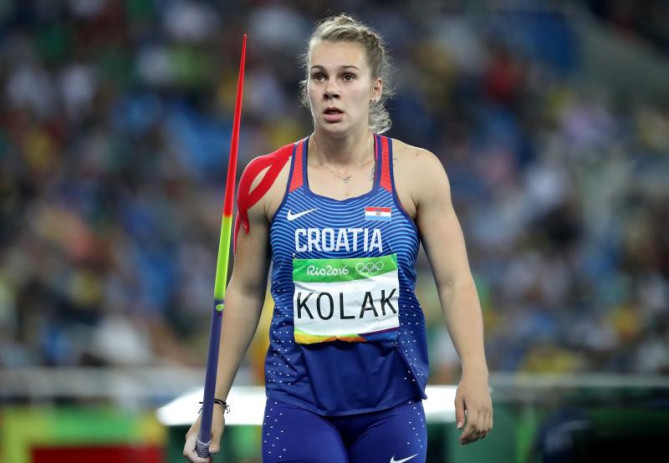
Sara Kolak – kein gültiger Wurf

### Gruppe B

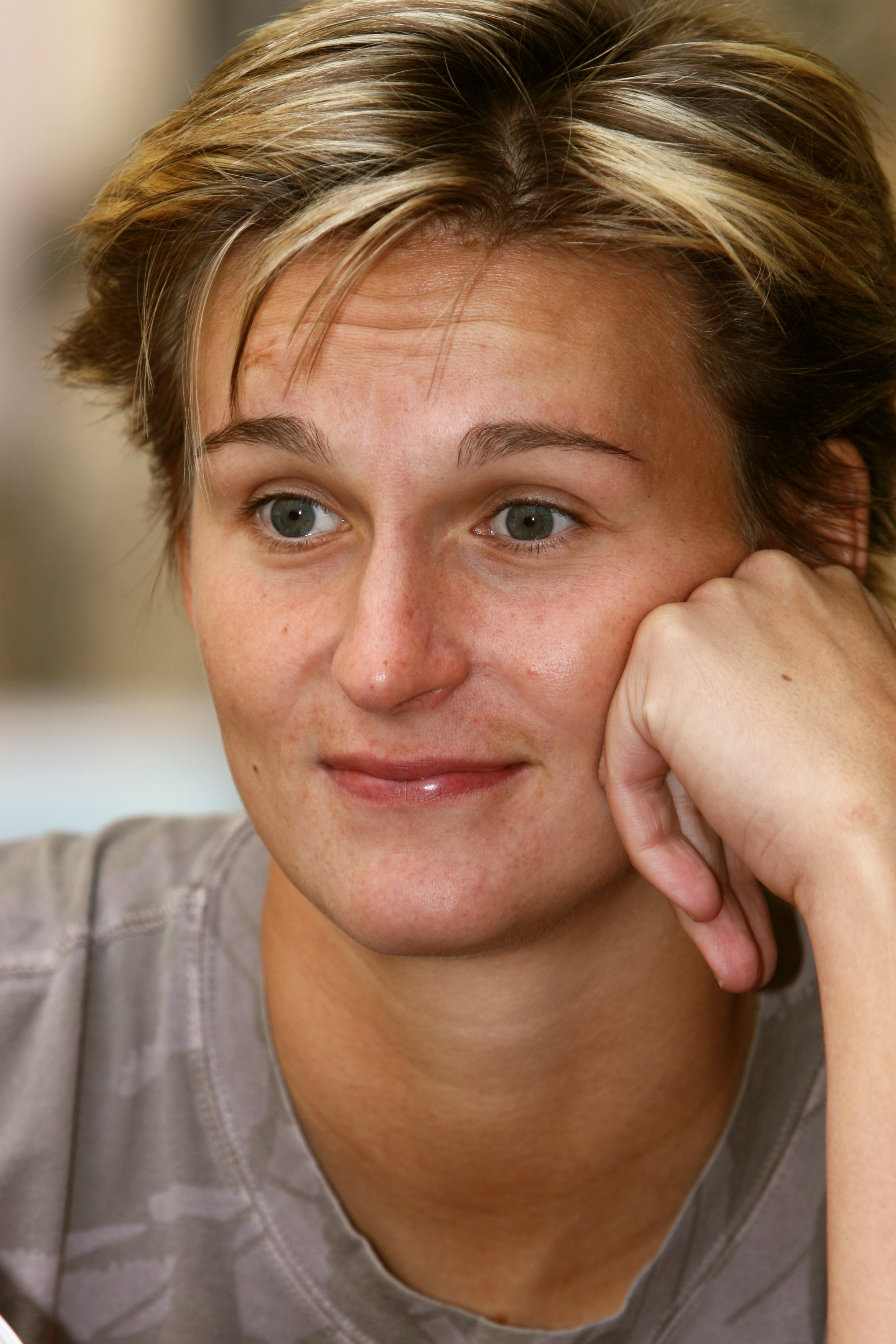
Barbora Špotáková – ausgeschieden mit 60,52 m

3. August 2021, 10:50 Uhr (03:50 Uhr MESZ)
| Platz | Name                  | Nation              | 1. Versuch | 2. Versuch | 3. Versuch | Weite (m) | Anmerkung |
| ----- | --------------------- | ------------------- | ---------- | ---------- | ---------- | --------- | --------- |
| 1     | Maggie Malone         | USA                 | 63,07      | –          | –          | 63,07     |           |
| 2     | Kelsey-Lee Barber     | Australien          | 51,27      | 53,82      | 62,59      | 62,59     | SB        |
| 3     | Eda Tuğsuz            | Türkei              | x          | 62,31      | x          | 62,31     | SB        |
| 4     | Haruka Kitaguchi      | Japan               | 62,06      | 59,55      | x          | 62,06     | SB        |
| 5     | Liveta Jasiūnaitė     | Litauen             | 61,96      | 58,74      | 60,76      | 61,96     |           |
| 6     | Liu Shiying           | Volksrepublik China | 61,95      | 60,68      | 59,76      | 61,95     |           |
| 7     | Kathryn Mitchell      | Australien          | x          | 61,85      | x          | 61,85     |           |
| 8     | Christin Hussong      | Deutschland         | 59,19      | 61,68      | 58,06      | 61,68     |           |
| 9     | Barbora Špotáková     | Tschechien          | x          | 60,52      | 57,44      | 60,52     |           |
| 10    | Laila Ferrer de Silva | Brasilien           | 59,47      | 56,81      | 57,61      | 59,47     |           |
| 11    | Irena Gillarová       | Tschechien          | x          | 59,16      | x          | 59,16     | SB        |
| 12    | Victoria Hudson       | Österreich          | 56,55      | 58,60      | x          | 58,60     |           |
| 13    | Jo-Ane van Dyk        | Südafrika           | 55,31      | 55,43      | 57,69      | 57,69     |           |
| 14    | Līna Mūze             | Lettland            | 54,03      | 53,10      | 57,33      | 57,33     |           |
| 15    | Ariana Ince           | USA                 | x          | 53,21      | 54,98      | 54,98     |           |

Weitere in Qualifikationsgruppe B ausgeschiedene Speerwerferinnen:

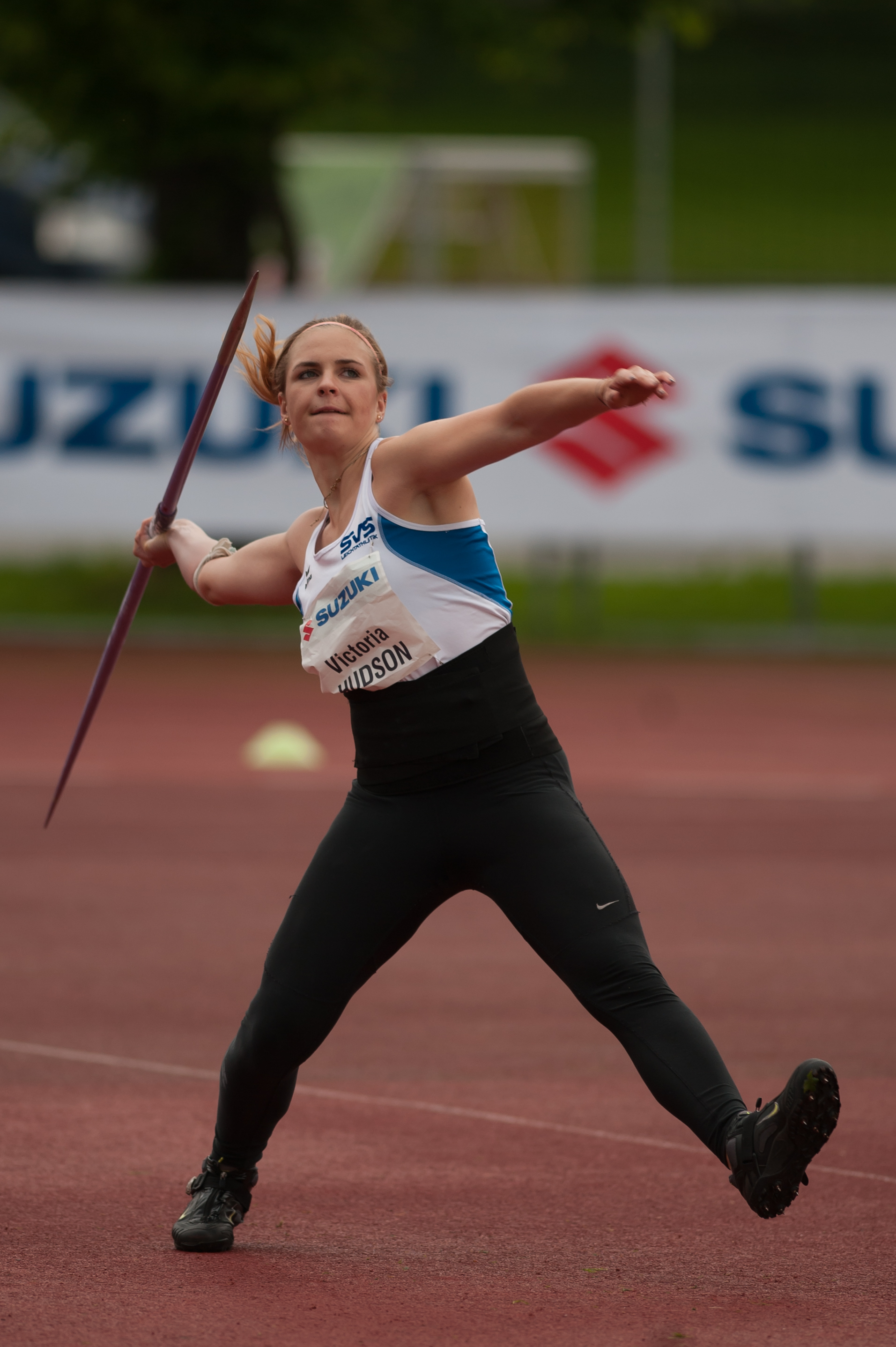
Victoria Hudson – 58,60 m
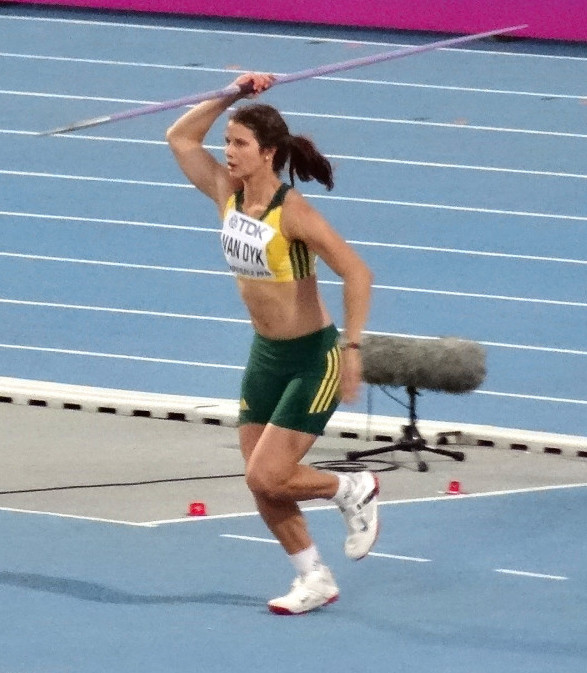
Jo-Ane van Dyk – 57,69 m
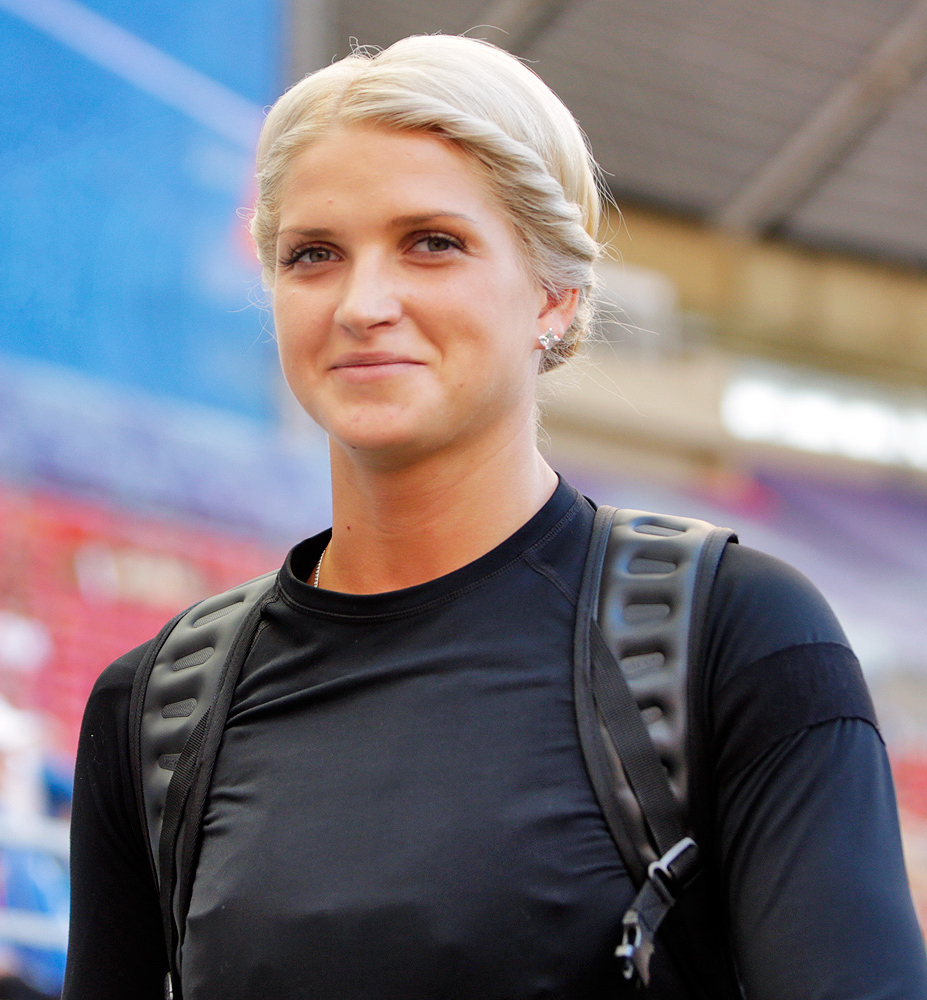
Līna Mūze – 57,33 m

## Finale

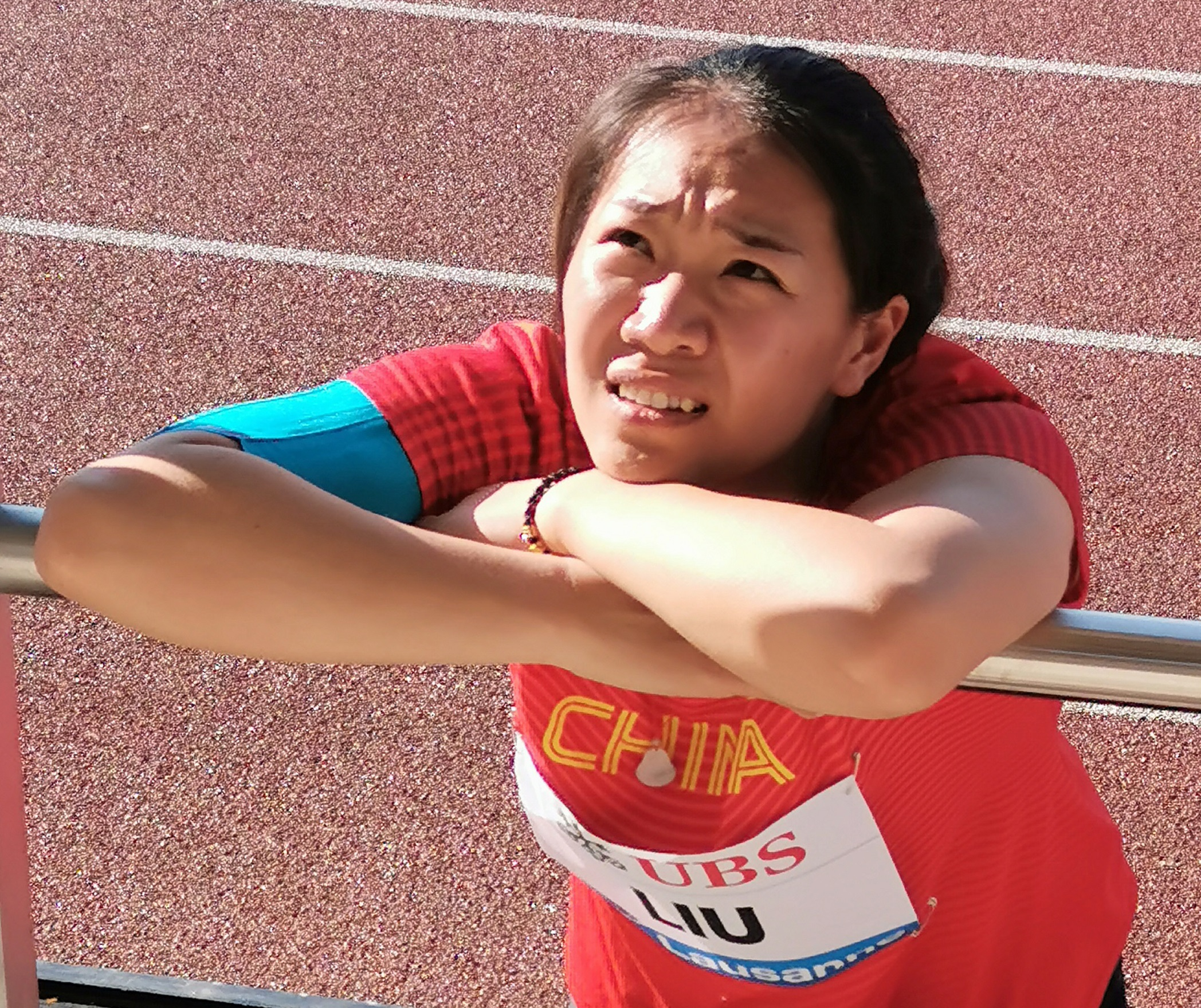
Gold für Liu Shiying

6. August 2021, 20:50 Uhr (13:50 Uhr MESZ)
| Platz | Name              | Nation              | 1. Versuch | 2. Versuch | 3. Versuch | 4. Versuch                                  | 5. Versuch                                  | 6. Versuch                                  | Weite (m) | Anmerkung |
| ----- | ----------------- | ------------------- | ---------- | ---------- | ---------- | ------------------------------------------- | ------------------------------------------- | ------------------------------------------- | --------- | --------- |
| 1     | Liu Shiying       | Volksrepublik China | 66,34      | x          | 63,40      | x                                           | r                                           |                                             | 66,34     | SB        |
| 2     | Maria Andrejczyk  | Polen               | 62,56      | 64,61      | 61,03      | 63,62                                       | 64,45                                       | 59,31                                       | 64,61     |           |
| 3     | Kelsey-Lee Barber | Australien          | 61,98      | 63,69      | 63,34      | 64,04                                       | 58,85                                       | 64,56                                       | 64,56     | SB        |
| 4     | Eda Tuğsuz        | Türkei              | x          | x          | 62,13      | 62,17                                       | 63,35                                       | 64,00                                       | 64,00     | SB        |
| 5     | Lü Huihui         | Volksrepublik China | 62,83      | 63,11      | 63,41      | 61,85                                       | 59,54                                       | 59,44                                       | 63,41     |           |
| 6     | Kathryn Mitchell  | Australien          | 61,82      | 61,66      | 60,08      | x                                           | x                                           | x                                           | 61,82     |           |
| 7     | Liveta Jasiūnaitė | Litauen             | 60,06      | 58,66      | 59,09      | 55,64                                       | 58,39                                       | x                                           | 60,06     |           |
| 8     | Mackenzie Little  | Australien          | 59,96      | 57,80      | 55,47      | 54,76                                       | 54,94                                       | 54,51                                       | 59,96     |           |
|       |                   |                     |            |            |            |                                             |                                             |                                             |           |           |
| 9     | Christin Hussong  | Deutschland         | 59,94      | 59,18      | 59,61      | nicht im Finale der besten acht Werferinnen | nicht im Finale der besten acht Werferinnen | nicht im Finale der besten acht Werferinnen | 59,94     |           |
| 10    | Maggie Malone     | USA                 | 53,88      | 59,82      | 58,88      | nicht im Finale der besten acht Werferinnen | nicht im Finale der besten acht Werferinnen | nicht im Finale der besten acht Werferinnen | 59,82     |           |
| 11    | Madara Palameika  | Lettland            | x          | 54,30      | 58,70      | nicht im Finale der besten acht Werferinnen | nicht im Finale der besten acht Werferinnen | nicht im Finale der besten acht Werferinnen | 58,70     |           |
| 12    | Haruka Kitaguchi  | Japan               | 53,45      | x          | 55,42      | nicht im Finale der besten acht Werferinnen | nicht im Finale der besten acht Werferinnen | nicht im Finale der besten acht Werferinnen | 55,42     |           |

Die Olympiasiegerinnen der drei zurückliegenden olympischen Speerwurf-Wettbewerbe waren hier vertreten. Sowohl die Goldmedaillengewinnerin von 2016 Sara Kolak aus Kroatien als auch Weltrekordinhaberin Barbora Špotáková, Siegerin der Spiele 2008 und 2012, scheiterten in der Qualifikation. Doch die beiden erstplatzierten Werferinnen der letzten Weltmeisterschaften, die australische Weltmeisterin Kelsey-Lee Barber und die chinesische Vizeweltmeisterin Liu Shiying waren im Kampf um die Medaillen vertreten. Eine weitere Favoritin war die polnische Jahresweltbeste Maria Andrejczyk.
Mit guten 66,34 m führte Liu den Wettbewerb nach Abschluss des ersten Durchgangs an. Ihr Vorsprung war deutlich, Auf Platz zwei lag zu diesem Zeitpunkt ihre Landsfrau Lü Huihui mit 62,83, als Dritte folgte Andrejczyk (62,56 m). In Runde zwei steigerte sich die polnische Mitfavoritin auf 64,61 m und belegte damit Platz zwei vor Barber, die auf 63,69 m gekommen war. Lü gelangen 63,11 m, womit sie nun Rang vier belegte. Zäh ging es weiter in diesem Wettbewerb, wirklich große Weiten sollte es nicht geben. Lüs Steigerung auf 63,41 m in Runde drei brachte keine Änderung in der Reihenfolge vor Abschluss der ersten drei Durchgänge.
In Runde vier verbesserte Barber ihre beste Weite auf 64,04 m, womit sie weiterhin auf dem Bronzeplatz blieb. Ein Wurf auf 63,35 m im fünften Durchgang brachte der Türkin Eda Tuğsuz den fünften Rang ein. Sie steigerte sich im letzten Durchgang auf genau 64 Meter und war damit Vierte in der Endabrechnung. Kelsey-Lee Barber verbesserte sich mit ihrem letzten Wurf auf 64,56 m und stand damit als Gewinnerin der Bronzemedaille fest. Maria Andrejczyk errang mit den 64,61 m aus Runde zwei die Silbermedaille. An Liu Shiying, die gleich zu Beginn 66,34 m geworfen hatte, kam keine Konkurrentin mehr heran. Die Olympiasiegerin kam in Durchgang drei noch auf 63,40 m, ihre Würfe zwei und vier waren ungültig, danach verzichtete sie auf weitere Versuche.
Liu Shiying war die erste chinesische Olympiasiegerin mit dem Speer.

Kelsey-Lee Barber gewann nach Louise Currey, die 1996 Silber errungen hatte, als zweite Australierin eine olympische Medaille in dieser Disziplin.

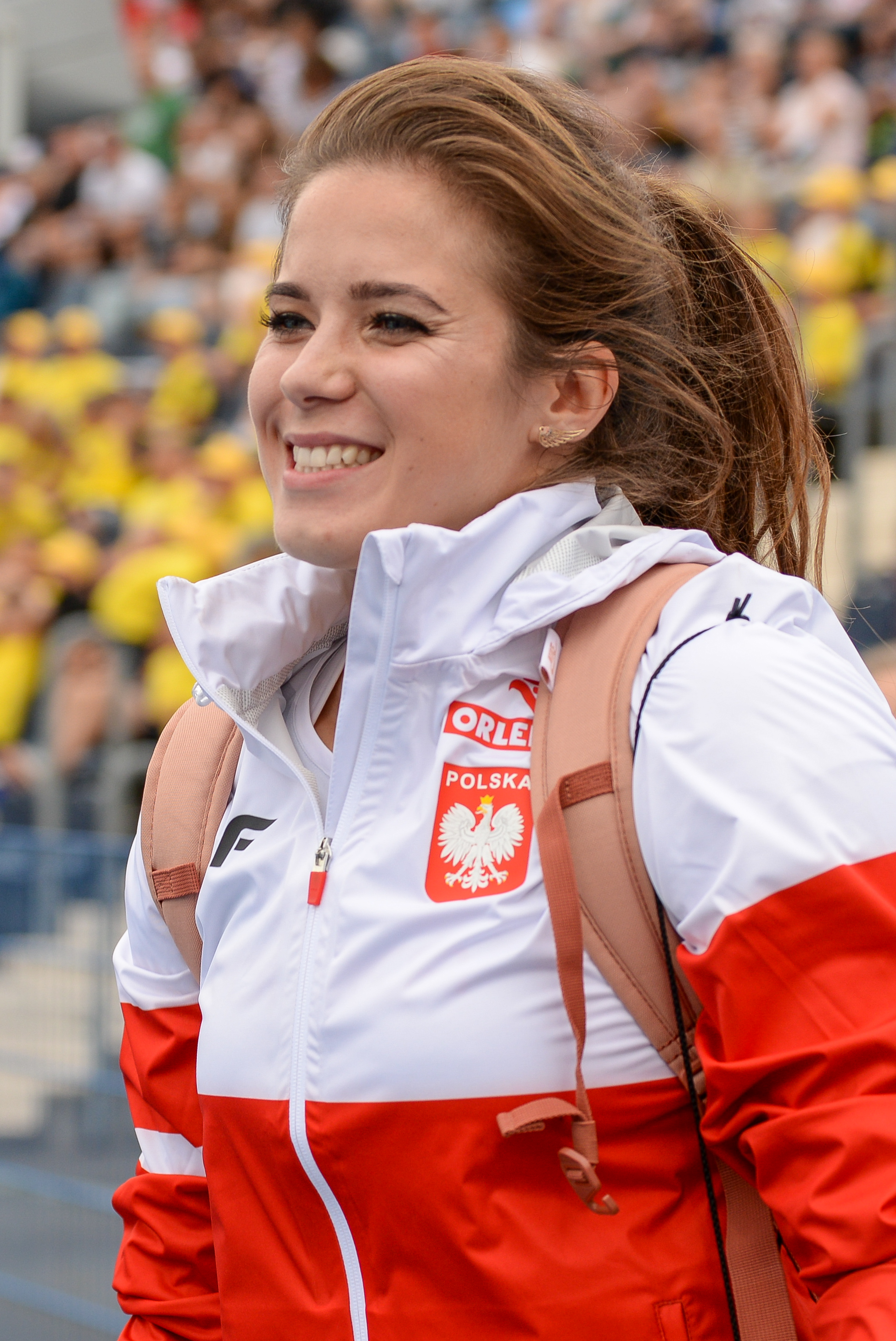
Silbermedaillengewinnerin Maria Andrejczyk
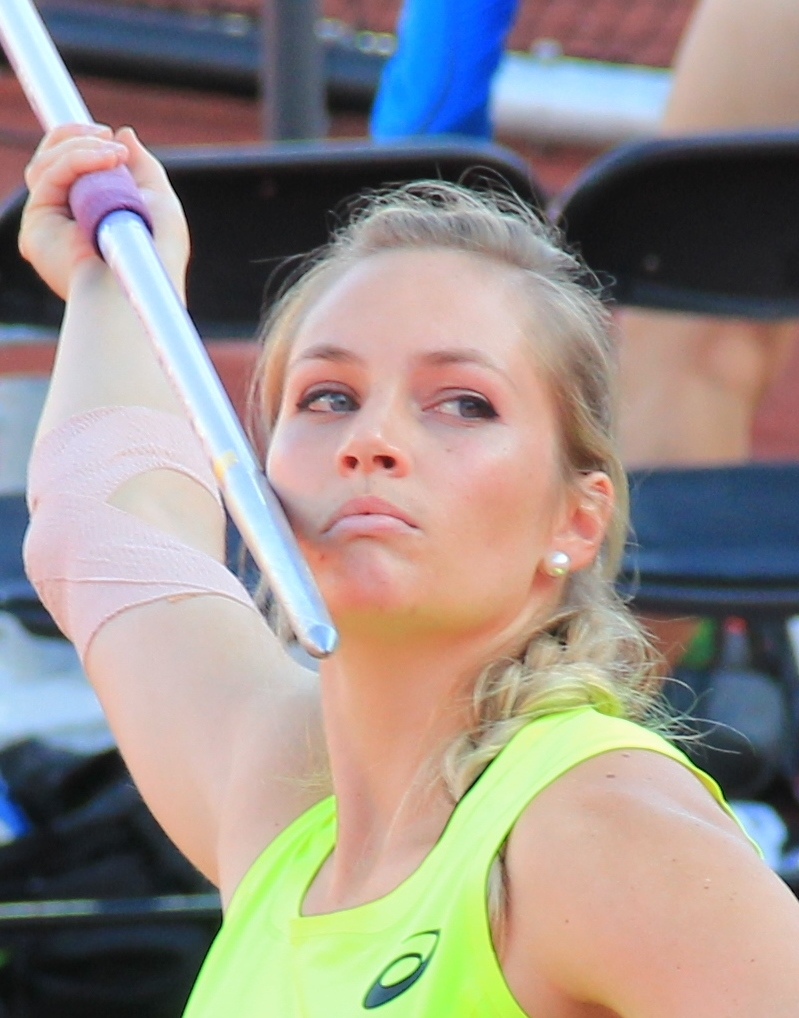
Bronze gewann Kelsey-Lee Barber

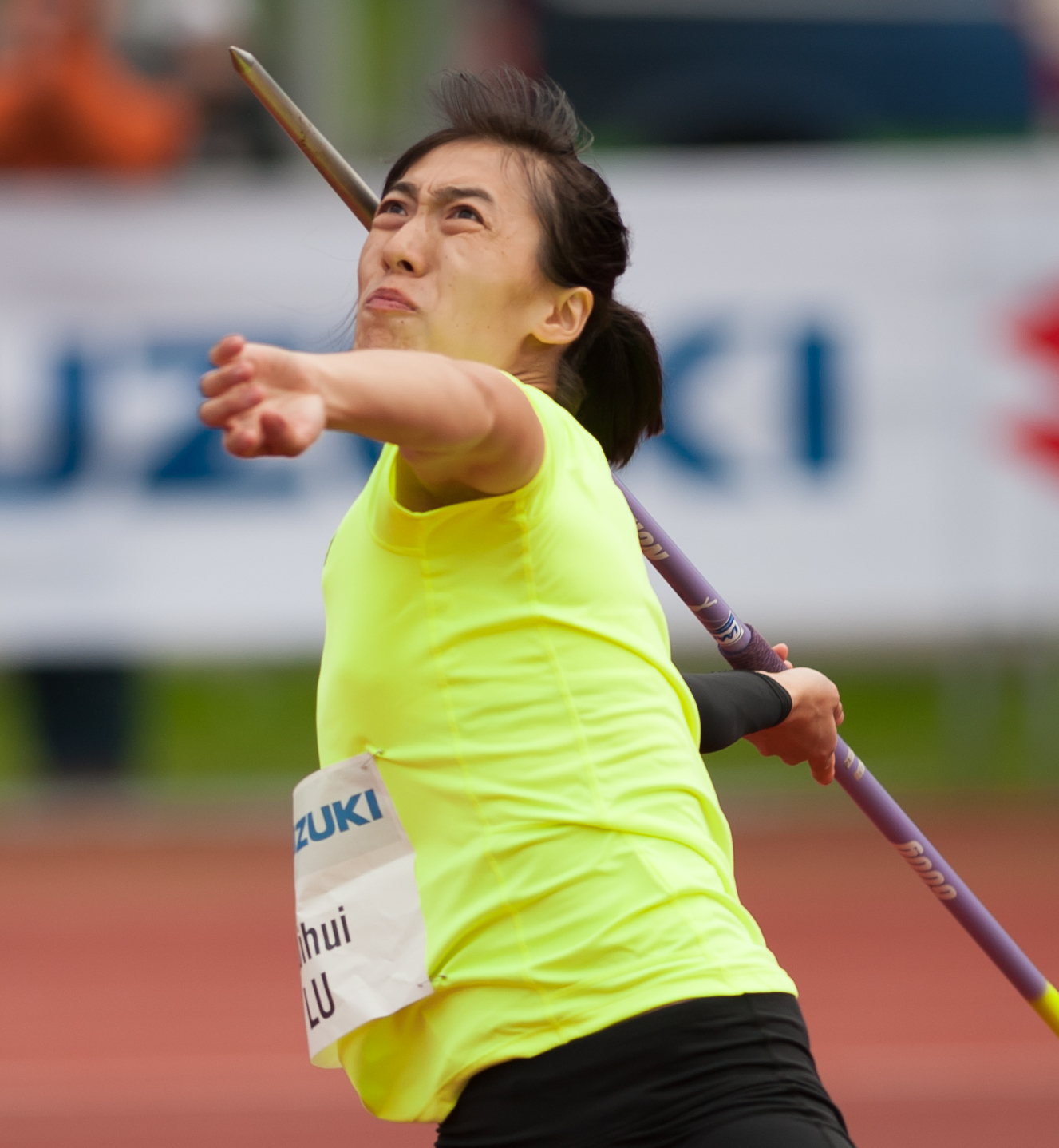
Lü Huihui belegte Rang fünf
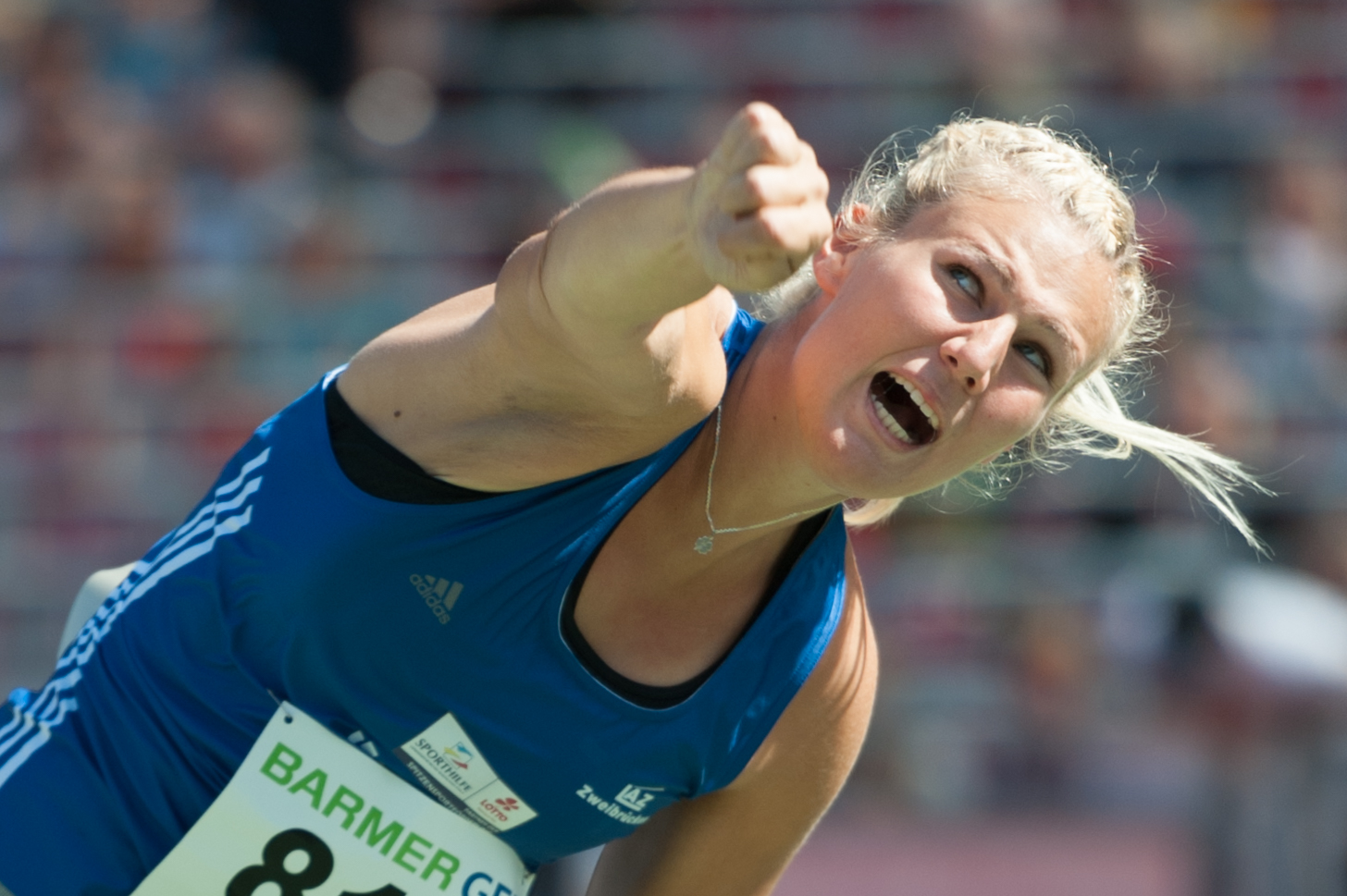
Christin Hussong kam auf den neunten Platz
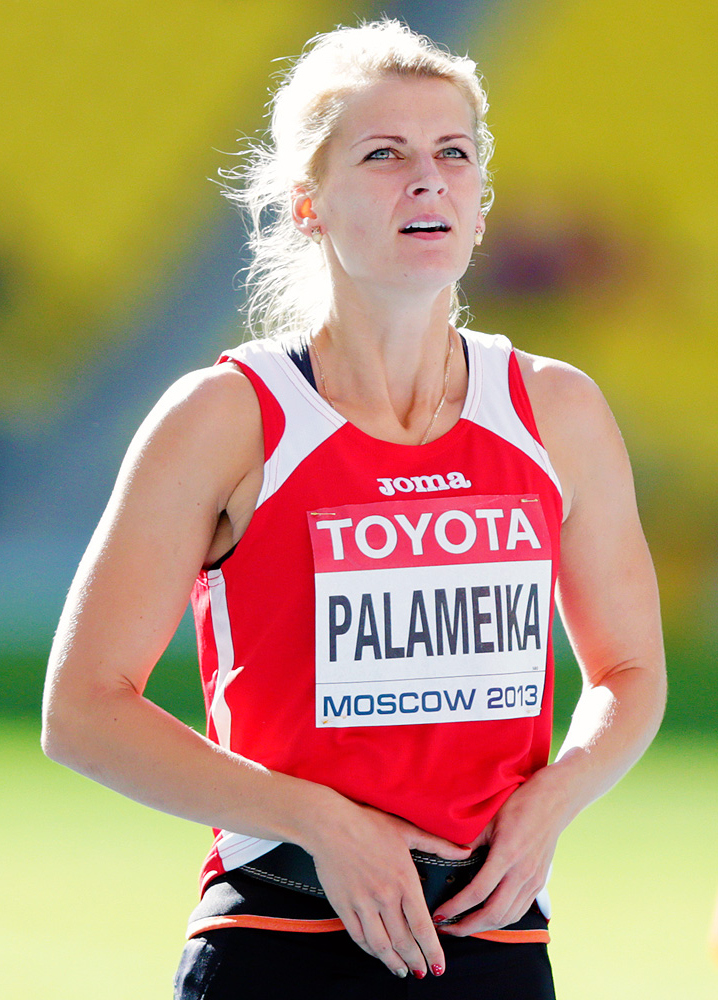
Die Olympiaelfte Madara Palameika
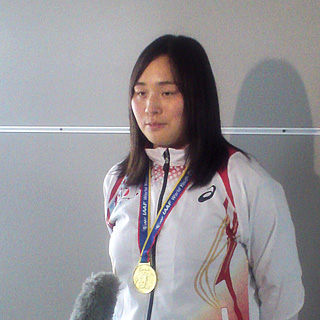
Rang zwölf für Haruka Kitaguchi

## Video
- Olympics 2021 - Liu Shiying Wins Gold Medal - Women's javelin throw, youtube.com, abgerufen am 8. Juni 2022